# Infezioni da Chlamydia trachomatis
Le infezioni da clamidia sono una varietà di patologie causate nell'uomo dal batterio gram-negativo Chlamydia trachomatis. Si tratta di infezioni trasmesse per via sessuale, si possono anche riscontrare infezioni da questo batterio usando delle toilette pubbliche ed effettuare un cattivo lavaggio delle mani, fra loro il linfogranuloma venereo, la malattia infiammatoria pelvica e il tracoma.

## Eziologia
Con il termine Chlamydia si indica un genere di batteri di cui soltanto una specie risulta nociva per l'essere umano: Chlamydia trachomatis (altre due specie patogene per l'uomo in passato attribuite al genere Chlamydia, C. pneumoniae e C. psittaci, sono oggi attribuite al genere Chlamydophila.
Chlamydia trachomatis viene divisa in più sottotipi:
- L1 L2 e L3 sono associati al linfogranuloma venereo
- A, B, Ba e C sono associati al tracoma
- D, E, F, G, H, I, J e K sono associate a forme di congiuntivite, infezione genitale e polmonite del neonato.

Inoltre procura anche la malattia infiammatoria pelvica.
In molte infezioni da clamidia si osserva l'instaurarsi di un equilibrio fra l'ospite e il parassita, il che permette infezioni subcliniche di lunghissima durata.

### Evoluzione cellulare
C. trachomatis è un parassita endocellulare obbligato delle cellule eucariotiche, caratterizzato da due entità morfo-funzionali che si alternano durante il ciclo di sviluppo: il corpo elementare (ce) (dimensioni 200-300 nm), incapace di riprodursi, ma in grado di sopravvivere al di fuori della cellula ospite, e il corpo reticolare (cr) (che raggiunge le dimensioni di 1000 nm), in grado di riprodursi ma non può infettare. Il corpo reticolare si riproduce all'interno della cellula infetta, subendo una trasformazione in corpo elementare, che fuoriesce dalla cellula infetta a seguito di un processo di lisi.

### Modalità di trasmissione
La trasmissione avviene per contagio interumano, sia per via sessuale sia nel parto.

## Epidemiologia
L'infezione da C. trachomatis è l'infezione a trasmissione sessuale batterica più diffusa al mondo. Si stimano a livello mondiale circa 50 milioni di casi di infezione all'anno. Al contrario delle altre malattie a trasmissione sessuale (MTS), la sua prevalenza è maggiore nel sesso femminile rispetto a quello maschile.
L'infezione da C. trachomatis si associa spesso ad altre MTS

## Sintomatologia
Le infezioni sessuali, nelle donne, risultano asintomatiche nel 75% dei casi mentre negli altri casi si comporta come una sindrome essudativa, con uretrite nel maschio e cervicite nella donna. In una seconda fase l'infezione può estendersi al tratto genitale.
I sintomi possono risultare comunque difficili da individuare (es. nicturia saltuaria, sensazione di tensione nella regione perineale o prurito sui genitali), fino a quando non si manifestano casi evidenti di uretriti o prostatiti. Nella donna si può arrivare anche a salpingite e malattia pelvica infiammatoria, con conseguenze anche gravi quali infertilità, poliabortività o gravidanza ectopica.
L'infezione neonatale, contratta durante il passaggio del feto nel canale del parto infetto, insorge con una frequenza del 30-40%. Fino alla metà dei neonati infetti presenta segni di patologia oculare (congiuntivite purulenta) e circa il 10-20% sviluppa una grave pneumopatia interstiziale infantile.

### Patologie correlate

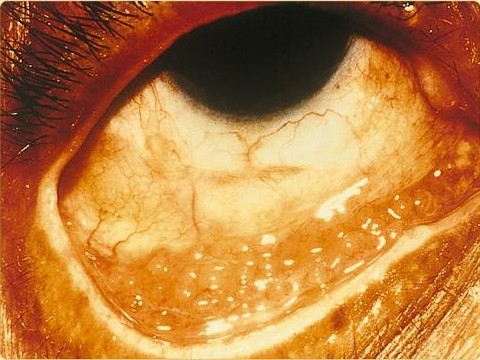
Congiuntivite dovuta al genere clamidia

- Tracoma, una delle cause più importanti per la cecità nel mondo (15% dei casi nel 1995)[5] diminuito notevolmente in seguito.
- Uretrite non gonococcica (UNG) e post-gonococcica (UPG)
La denominazione di uretrite post-gonococcica (UPG) si riferisce a un'uretrite da C. trachomatis che si sviluppa nel paziente 2-3 settimane dopo la diagnosi e il trattamento di un'uretrite gonococcica con antibiotici quali penicilline (amoxicillina) o cefalosporine (cefixima), che non hanno sufficiente attività antibatterica contro le clamidie. Dal punto di vista clinico, l'uretrite da C. trachomatis è meno evidente di quella gonococcica, sebbene le due condizioni non siano differenziabili solo su basi cliniche. La diagnosi di UNG si basa sulla dimostrazione di un essudato uretrale leucocitario e sull'esclusione della gonorrea mediante colorazione di Gram, sulla coltura del gonococco o sulla rivelazione, nel campione biologico, di materiale genetico di C. Trachomatis.
- Cervicite muco-purulenta
La cervicite muco-purulenta si accompagna a perdite giallastre mucose o muco-purulente a carico dell'epitelio colonnare endocervicale e al riscontro, all'esame microscopico, di un numero maggiore di 20 leucociti polimorfonucleati neutrofili per campo (ingrandimento 1000X) e di filamenti di muco cervicale, che può essere valutato microscopicamente, applicando su un vetrino uno striscio sottile di essudato endocervicale e praticando la colorazione di Gram. Altri reperti caratteristici sono l'edema della zona di ectopia cervicale e la propensione della mucosa a sanguinare traumi. Sebbene in alcuni casi di infezione cervicale da C. trachomatis non si riscontrino particolari sintomi o segni clinici, nella maggior parte dei casi un accurato esame obiettivo con lo speculum evidenzia un quadro di cervicite mucosa o francamente muco-purulenta in una percentuale che va dal 30% al 50% dei casi
- Faringite e proctite
 Le infezioni della faringe o del retto possono verificarsi a seguito di rapporti orali o anali passivi. La flogosi a carico della faringe in corso di infezione da C. trachomatis decorre per lo più in modo asintomatico, anche se, a volte, possono essere presenti mal di gola e disfagia. Raramente si riscontrano, a carico della mucosa faringea e/o peritonsillare, essudato muco-purulento ed edema. I ceppi di C. trachomatis, sia i serovars da D a K, sia quelli del LGV, causano una proctite in chi pratica il rapporto anale passivo.
- Artrite reattiva[6] Era il 1916 quando Hans Reiter descrisse la comparsa di poliartrite, congiuntivite e artrite in un giovane uomo affetto da diarrea sanguinolenta. Consiste nell'associazione di congiuntivite, uretrite (o cervicite nelle donne), artrite e di caratteristiche lesioni muco-cutanee. Da allora fu chiara la connessione tra alcuni episodi infettivi e artriti
- Periepatite (Sindrome di Fitz-Hugh-Curtis)
La sindrome di Fitz-Hugh-Curtis (FHC) è stata descritta per la prima volta nel 1920 da Stajano, un ginecologo dell'Università di Montevideo.
Questa sindrome vede associati dolore addominale al quadrante superiore destro, periepatite e infezioni dell'apparato genitale femminile da C. trachomatis e/o da N. gonorrhoeae. Inoltre frequentemente simula altre affezioni ed è particolarmente frequente in donne giovani sessualmente attive. La sindrome di FHC va sospettata ogni qualvolta una donna giovane, sessualmente attiva, presenti un quadro simile a una colecistite (febbre e dolore all'ipocondrio destro a esordio subacuto o acuto), mentre sono irrilevanti i sintomi e i segni di salpingite.
- Malattia infiammatoria pelvica (MIP)
C. trachomatis svolge un importante ruolo causale nelle salpingiti. Essa infatti è stata riscontrata in salpingiti verificate laparoscopicamente. Il microrganismo è stato inoltre isolato dalle tube di Falloppio in assenza di altri patogeni e, inoltre, è stata evidenziata sierologicamente un'infezione da C. trachomatis nelle pazienti con malattia infiammatoria pelvica. La MIP si sviluppa per disseminazione endoluminale ascendente di C. trachomatis dalle basse vie genitali. La cervicite muco-purulenta è seguita da endometrite, endosalpingite e, infine, da una pelvi-peritonite. La salpingite da C. trachomatis si associa a una dolorabilità annessiale o uterina lieve e sfumata. La complicanza più grave di questa infezione è rappresentata dalla sterilità da stenosi tubarica cicatriziale. Non è ancora chiaro il preciso meccanismo attraverso il quale l'infezione da C. trachomatis provochi una risposta infiammatoria che conduca a una lesione tubarica e a un danno nel tratto genitale superiore femminile.
Un antigene, la proteina dello shock termico delle clamidie del peso di 60 kDa (HSP60), può essere coinvolto nell'induzione della risposta immunitaria patologica o può determinare la formazione di anticorpi che manifestano attività crociata con le proteine umane dello shock termico (cross-reattività)[7].
- Linfogranuloma venereo (LGV)
Il LGV è una MTS causata da ceppi di C. trachomatis appartenenti ai sierotipi L1, L2, L2a e L3. Le infezioni causate dagli altri sierotipi di C. trachomatis interessano le cellule squamo-colonnari, mentre il LGV ha carattere sistemico e interessa le cellule endoteliali e linfoidi..

## Diagnosi
La diagnosi delle infezioni da clamidie non può prescindere dall'apporto del laboratorio, poiché l'anamnesi e l'esame obiettivo non sono sufficienti per la diagnosi eziologica. L'indagine microbiologica si avvale principalmente della ricerca delle clamidie nel materiale patologico (diagnosi diretta). A questo riguardo, di fondamentale importanza è la corretta raccolta dei campioni da sottoporre a indagine al fine di acquisire risultati affidabili. Occorre evidenziare che l'indagine sulla donna deve essere condotta sia mediante tampone cervicale sia mediante tampone uretrale, esame quest'ultimo che non sempre viene prescritto, col rischio di false negatività. La Clamidia, infatti, può annidarsi anche solo all'interno dell'uretra femminile. Gli esami di laboratorio possono richiedere tempi lunghi per una risposta (3-7 giorni), e si può ricorrere all'immunofluorescenza diretta, con la quale si ricercano antigeni proteici di membrana dei corpi elementari direttamente nel campione, tramite anticorpi monoclonali marcati con fluoresceina. Il campione viene esaminato al microscopio a fluorescenza e il risultato si ottiene in meno di un'ora. Altre tecniche diagnostiche dirette: colturali, immuno-enzimatiche (ELISA), biologia molecolare.
ELISA, sia diretta, con la ricerca dell'antigene lipopolisaccaridico nelle urine (LPS), sia indiretta.
Ci sono poi le più moderne metodiche di biologia molecolare, fra esse:
- PACE (Probe Assay Chemioluminescent Enhanced) che impiega sonde genetiche per il riconoscimento dell'rRNA  con rilevazione chemioluminescente.

## Terapia
Si somministrano antibiotici come tetraciclina, doxiciclina ed eritromicina o le più recenti azitromicina e ofloxacina. La doxiciclina è efficace con cicli di 15-21 giorni (200 mg/giorno), intervallati da altrettanti giorni di riposo. A causa delle possibili resistenze all'antibiotico, che hanno cominciato di recente a riscontrarsi, si possono rendere necessari più cicli di terapia. Da recentissimi studi, pubblicati su PubMed, molto efficace risulta essere la prulifloxacina, antibiotico appartenente alla famiglia dei chinolonici di ultima generazione. La somministrazione deve avvenire con due cicli da 15 giorni intervallati da 15 giorni senza terapia.
Durante la terapia si sconsiglia l'assunzione di latticini, in quanto assorbono e depotenziano l'antibiotico. Inoltre l'uso prolungato di antibiotici può determinare l'insorgenza di candida intestinale, per cui può essere opportuno assumere contestualmente un antimicotico per attenuare i rischi.
Durante la terapia, in ogni caso, devono essere evitati rapporti sessuali non protetti, anche se entrambi i soggetti sono in terapia, per evitare di renderla inefficace per reinfezione continua. Se si sono avuti rapporti orogenitali, deve essere data per scontata la possibilie localizzazione del germe a livello faringeo e quindi devono essere evitati contatti bocca-bocca e bocca-genitali per tutta la durata della terapia.